# Xylocopa punctifrons
Xylocopa punctifrons är en biart som beskrevs av Cockerell 1917. Xylocopa punctifrons ingår i släktet snickarbin, och familjen långtungebin. Inga underarter finns listade i Catalogue of Life.